# Urotriorchis macrourus
El azor rabilargo (Urotriorchis macrourus)  es una especie de ave accipitriforme de la familia Accipitridae y es la única especie del género Urotriorchis. 
Habita la selvas tropical africana.